# 伏曼容
伏曼容（421年—502年），字公仪。平昌安丘（今山东省安丘县西南）人。南朝文学家。
伏曼容早年丧父，与母、兄客居南海（今广州市）。年轻时刻苦攻读，精通《老子》、《周易》，聚徒教授爲業。宋明帝时为骠骑行参军，宋明帝喜爱《易经》，于清暑殿常集众臣讲经，令伏曼容当众讲读，甚得明帝赞赏。伏曼容美风采，明帝常比为嵇康，使人画嵇康像赐给他。转任司徒參軍，歷江寧令、尚書外兵郎。曾与袁粲会言玄理，时论以为“一台二绝”。宋顺帝时任辅国长史、南海郡太守。曾作《贪泉铭》。齐高帝时任通直散骑侍郎，侍太子讲经，历任太子兵步校尉率更令、中書侍郎、武昌郡太守，中散大夫等职。与王俭交好，王俭曾让他与司马宪、陆澄一起写《丧服仪》。在宅讲学，生徒常达数十百人。梁武帝天监元年（502年）召拜司徒、司马，出为临海郡太守，卒于任内。伏曼容才识过人，著述颇富，博学多才艺，善音律、射驭、算术，精医术，尤熟经训。著有《周易集解》、《毛诗集解》、《丧服集解》、《老子义》、《庄子义》、《论语义》等，皆佚。他且常讥笑何晏，故知伏氏易学亦当宗于玄远之旨，与何晏、王弼实为同流。王弼《易》盛于江左，与伏曼容等南方大儒宏扬有关。有兒子伏暅。

## 延伸阅读
[在维基数据编辑]
 《梁書·卷48》，出自姚思廉《梁書》